# Spółdzielnia Pracy Przemysłu Ludowego i Artystycznego „Kamionka”

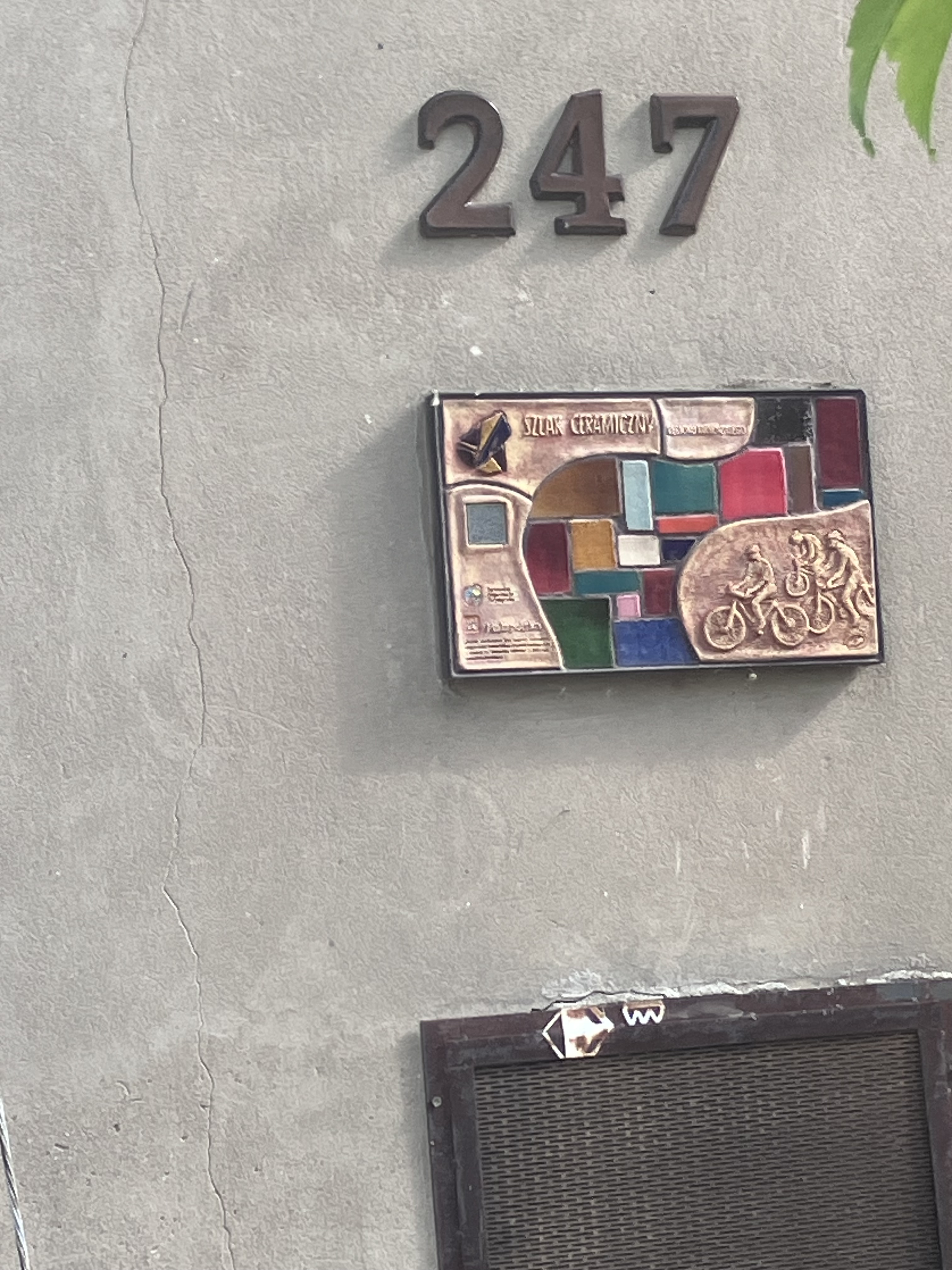
Logo Tarnowskiego Szlaku Ceramicznego

Spółdzielnia Pracy Przemysłu Ludowego i Artystycznego „Kamionka” – zlikwidowana obecnie spółdzielnia pracy, która znajdowała się w miejscowości Łysa Góra w gminie Dębno, w powiecie brzeskim województwa małopolskiego.
Powstała w 1947 z inicjatywy Franciszka Mleczki. Przedsięwzięcie zostało nazwane „eksperymentem łysogórskim”. W 1951 kierowanie spółdzielnią przejął Bolesław Książek – artysta ceramik. 
Z czasem do Łysej Góry zaczęli przybywać artyści z całego kraju, a wyroby rzemieślnicze wysyłano także za granicę Polski. Spółdzielnia działała do 1992, w kolejnych latach zakład został sprywatyzowany i ostatecznie zamknięty na początku XXI wieku.
W 2016 w Łysej Górze otwarta została izba pamięci ze stałą wystawą „Skarby Łysej Góry”, na której obejrzeć można dzieła artystów i pracowników Spółdzielni Wyrobów Ceramicznych „Kamionka”.

## Historia
W otwarcie spółdzielni zaangażowało się całe społeczeństwo Łysej Góry. Mieszkańcy aktywnie uczestniczyli w życiu wsi, co miało ogromne znaczenie dla późniejszych przedsięwzięć. Ważna inicjatywa związana była z organizacją pracy dla mieszkańców, którzy ucząc się w Szkole Zawodowej mogli następnie ubiegać się o pracę w Spółdzielni Pracy i Rękodzieła Artystycznego „Kamionka”.
„Spółdzielnia była pierwotnie wielobranżowa, lecz od samego początku ważne były w niej wyroby z gliny (cegły, doniczki), co po kilku latach zaowocowało produkcją ceramiki artystycznej. (...) Kamionka należała początkowo do Centrali Spółdzielczości Pracy, a w 1950 roku przeszła do Spółdzielczo-Państwowej Centrali Przemysłu Ludowego i Artystycznego.

## Miejsca, w których znajdują się wyroby spółdzielni
- Bar mleczny pod nazwą „Złota Kurka” w Warszawie, który obecnie znajduje się na liście zabytków[4]. Na jego ścianach znajdują się płytki, którymi wyłożono również ściany innych barów warszawskiej MDM. Było to istotne przedsięwzięcie, ponieważ w Polsce, w latach 60. XX w., do większości pomieszczeń przeznaczonych do kontaktu z żywnością używano posadzki ceramicznej, aby utrzymać wysoki poziom higieny w pomieszczeniach. Dodatkowo ceramika była stosunkowo tania oraz łatwo dostępna.
- Pawilon Cepelii w Warszawie[5].
- Cała południowa Polska pełna jest realizacji ceramicznych z okresu PRL, często mylnie nazywanymi mozaikami, które przeważają w Polsce północnej. W 1952 roku architekci budujący Marszałkowską Dzielnicę Mieszkaniową w Warszawie potrzebowali w trybie natychmiastowym kilkunastu tysięcy płytek do wystroju wnętrz lokali usługowych, barów, sklepów, zaplanowanych na parterach budynków. Nikt w Polsce, oprócz pracowników zakładu „Kamionka”, nie chciał się podjąć tego zadania. Kierownik zakładu wspomniał, że czasu było bardzo mało, dlatego zmuszeni byli pracować po nocach. Po tym sukcesie, jesienią 1952 roku, Polska Kronika Filmowa stworzyła film „Skarby Łysej Góry” na temat „Kamionki”. Po tym wydarzeniu, popularnym stało się zdobienie ścian i elewacji wielkoformatowymi ceramicznymi obrazami[6].

- Architekci z całej Polski realizujący przede wszystkim dworce kolejowe, szkoły, kina, ośrodki sportowe czy zakłady przemysłowe, zdali sobie sprawę, że elewacja to idealne miejsce do zagospodarowania dekoracją ceramiczną. Rozpoczęto wyroby płyt okładzinowych. Zaprezentowano je na wystawie „Ceramiczny eksperyment” w Pałacu pod Blachą w Warszawie w 1960 roku. Wystawa, której twórcami byli Bolesław Książek, Krzysztof Henisz i Zygmunt Madejski spotkała się z dobrym przyjęciem. Pracownicy „Kamionki” realizowali projekty plastyczne różnych artystów. W tamtym okresie w Polsce trwał intensywny rozwój budowlany, w związku z czym poszukiwano nowoczesnych sposobów ozdabiania wnętrz i elewacji nowych budynków[6].

- Ozdoby ceramiczne były najbardziej popularne w Małopolsce, na Śląsku oraz w górskich miejscowościach turystycznych. Można spotkać zarówno ceramiczne mozaiki układane z łysogórskiego materiału jak i realizację płyt okładzinowych.

Ozdabiano elewacje budynków publicznych, sakralnych oraz domy prywatne. Ciekawostką jest, że wyroby z Kamionki znajdowały się na ścianach budynku Teatru im. L. Solskiego w Tarnowie, jednak bezpowrotnie zniknęły.  
Przykładami miejsc gdzie jeszcze ich nie zniszczono są:
Pijalnia wód w Krynicy-Zdrój, Muszynie czy Szczawnicy, Stacja kolejki na Górę Parkową w Krynicy-Zdrój, Restauracja Hawana w Krynicy-Zdrój, Kino Marzenie w Tarnowie, Ściana basenu w Mościcach w Tarnowie, Mozaika na ścianie dworca Kraków Płaszów, Teatr Bagatela w Krakowie, Bank Spółdzielczy w Brzesku, budynek Spółdzielni „Kamionka” w Łysej Górze, budynek OSP w Łoniowej, grota i droga krzyżowa w Sanktuarium NMP z Lourdes w Porąbce Uszewskiej, kościół Matki Bożej Nieustającej Pomocy w Łysej Górze, jak również na domach prywatnych w Tarnowie.

## Tarnowski Szlak Ceramiczny
Szlak obejmuje 40 obiektów rozmieszczonych w 10 miejscowościach. Głównym celem szlaku jest zachowanie i udostępnienie prac dawnej Spółdzielni Rękodzieła Artystycznego "Kamionka". Artystycznne dzieła można znaleźć w miejscowościach takich jak: Tarnów, Dębno, Wojnicz, Brzesko, Nowy Wiśnicz oraz Łysa Góra. Obiekty na szlaku są połączone oznakowaną trasą rowerową.

## Współczesne wystawy artystyczne związane z „Kamionką”
- Prace Bolesława Książka są częścią zbiorów Muzeum Narodowego w Warszawie, Krakowie, Gdańsku i Wrocławiu, a także znajduje się w prywatnych kolekcjach[2]

- w tarnowskim BWA „Łysogórski eksperyment. Ceramika artystyczna” (2015 r.)[2]

- warszawskiej Zachęcie „Eksperyment łysogórski 50 lat później” (2017 r.)[2]

- wrocławskim BWA „W niedalekiej przeszłości” (2018 r.)[2]

## Ceramika i produkty spółdzielni
W „Kamionce” produkowano też naczynia, zastawy stołowe, talerze, figurki, które stanowiły elementy dekoracyjne w wielu domach.

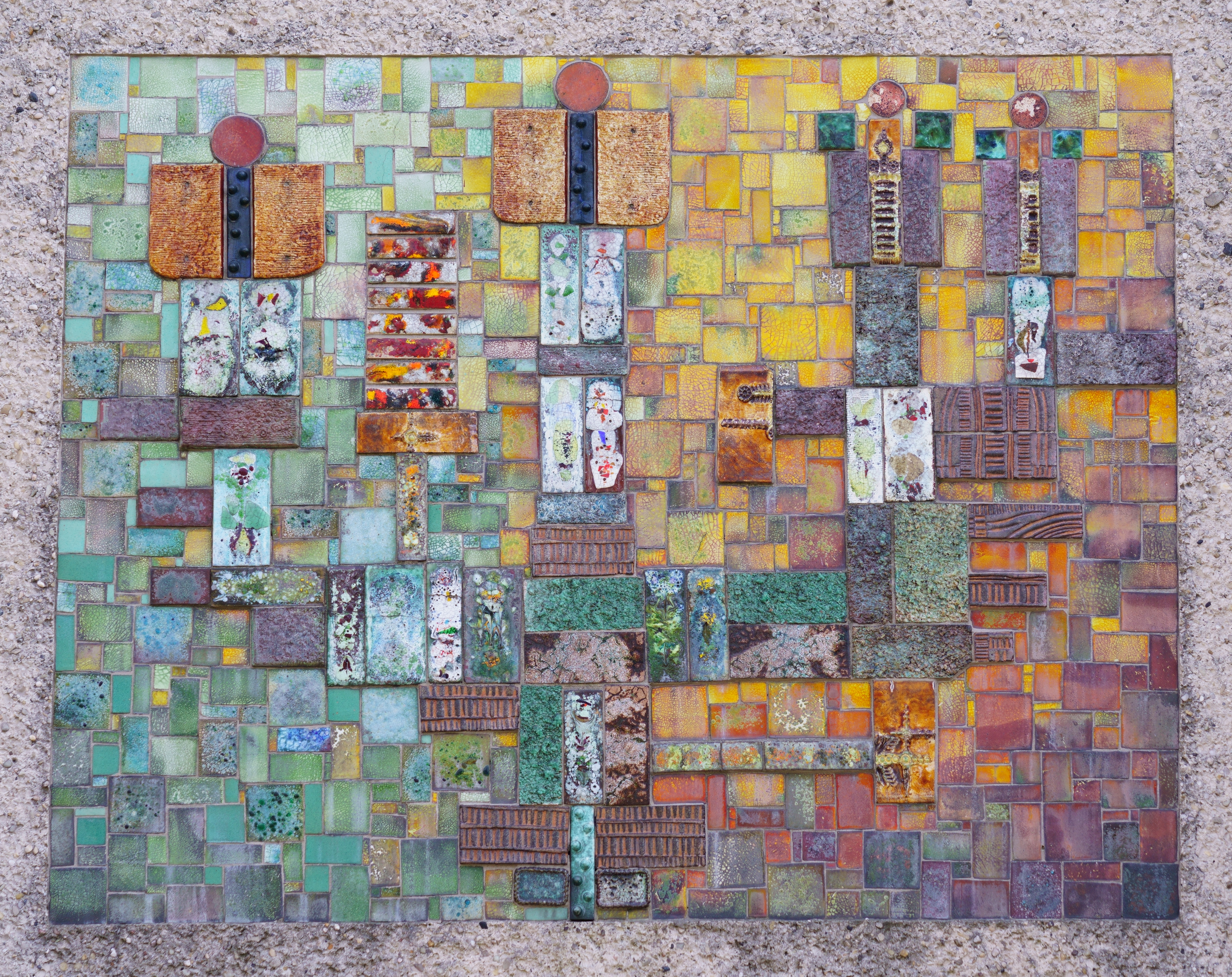
Dom prywatny Chrzanów ul. Oświęcimska 115
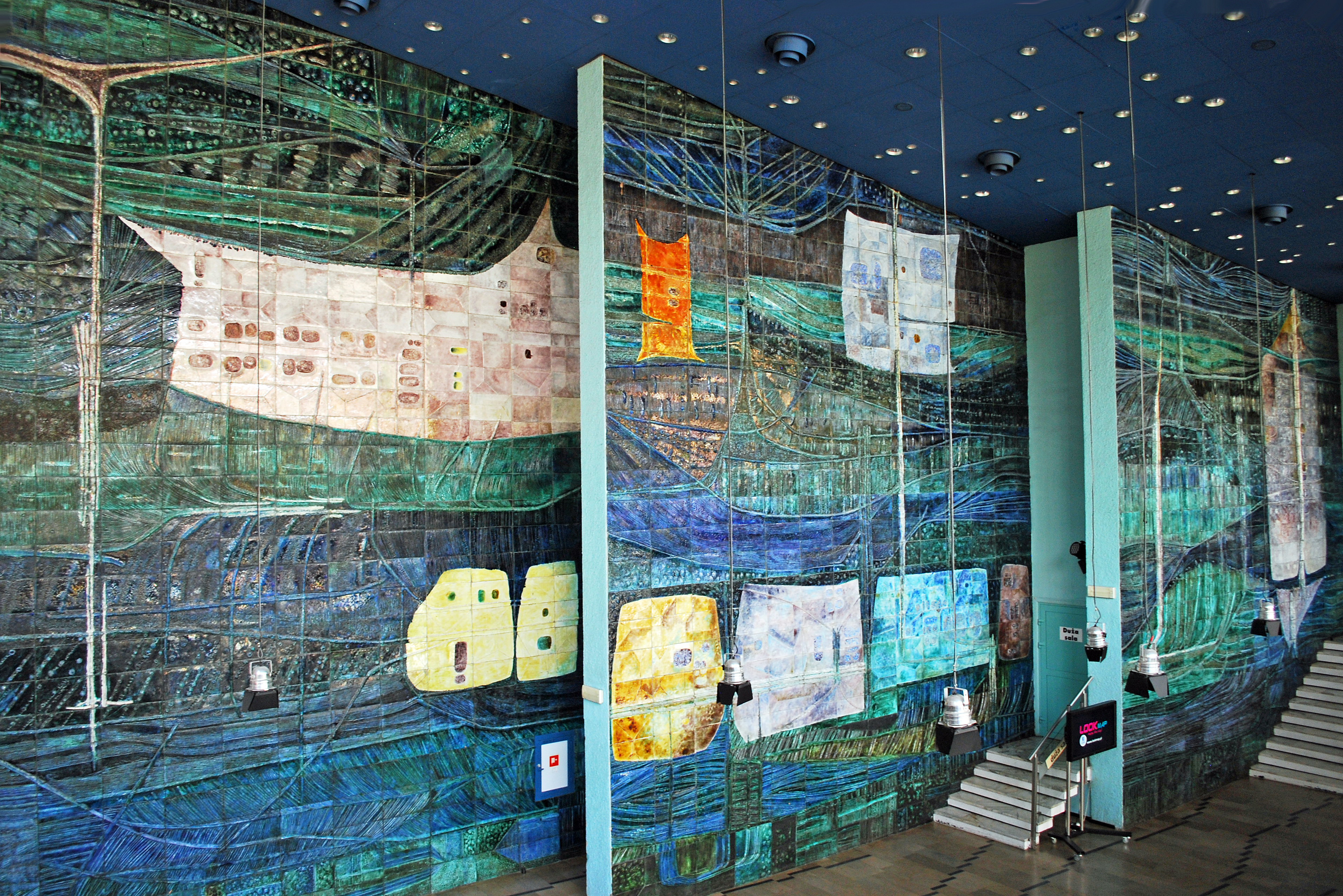
Kino „Kijów” (1965) Kraków al. Krasińskiego 34
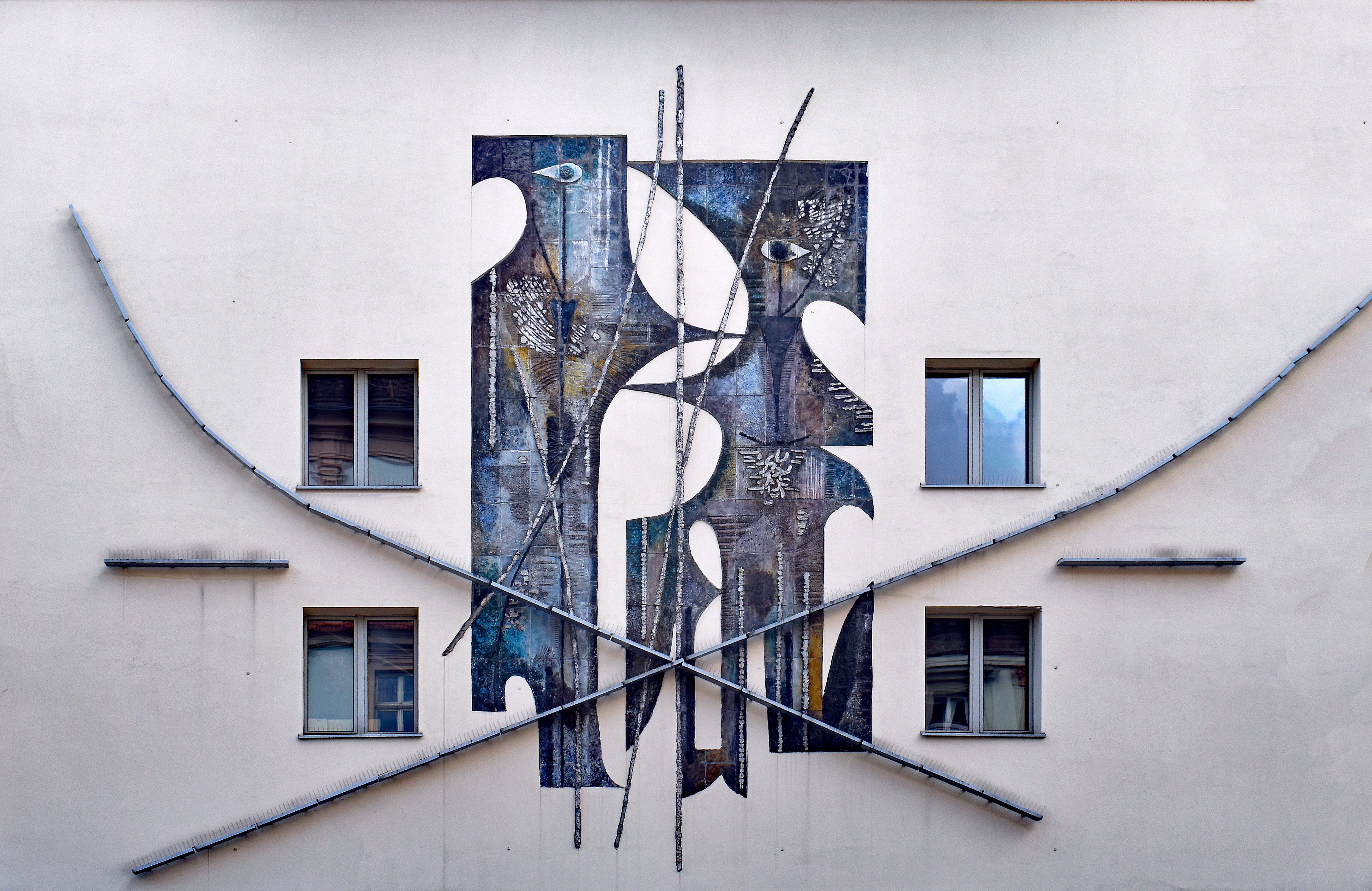
Teatr „Bagatela” (1967) Kraków ul. Karmelicka 6
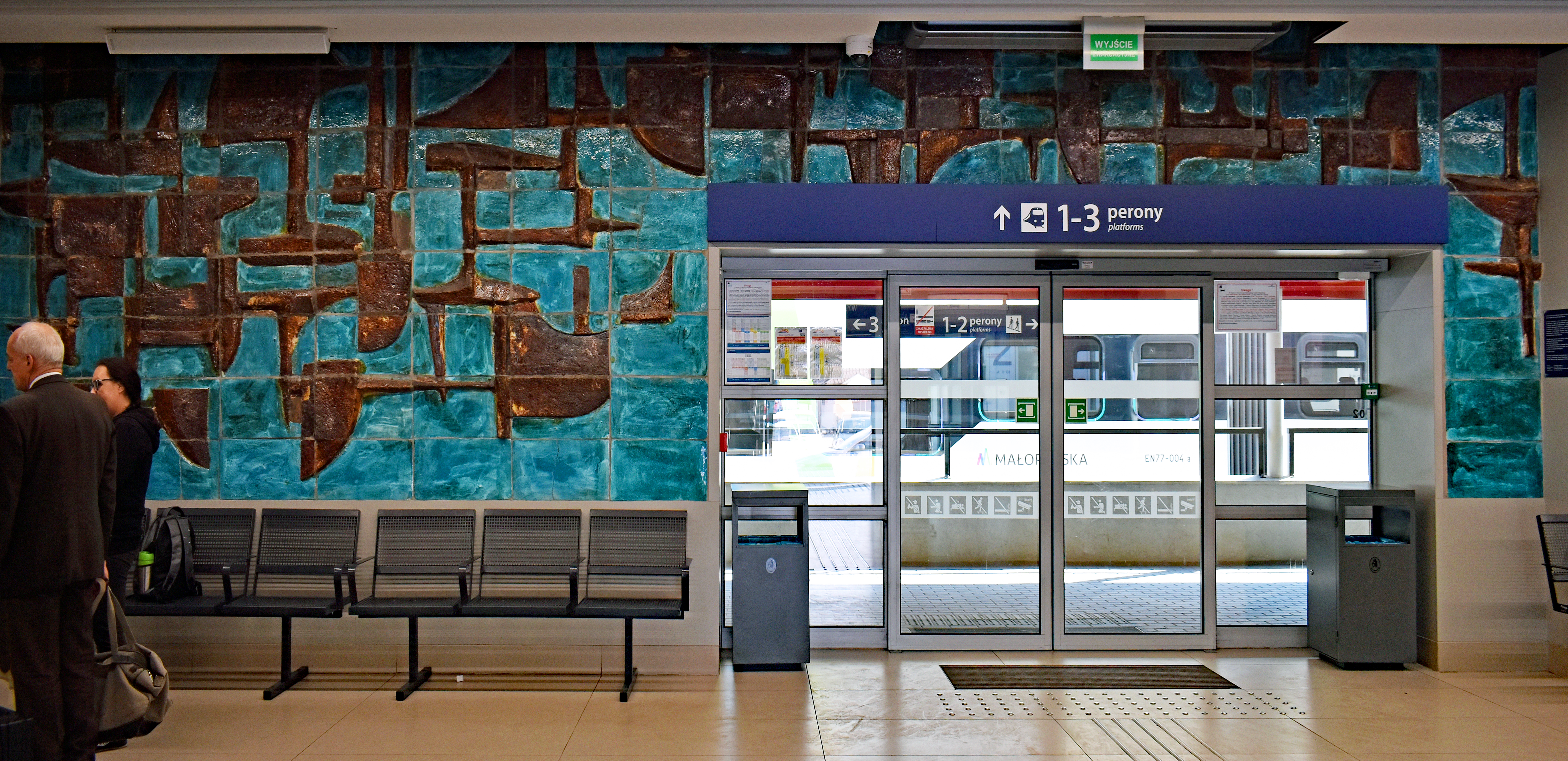
Wnętrze budynku dworca Kraków Płaszów
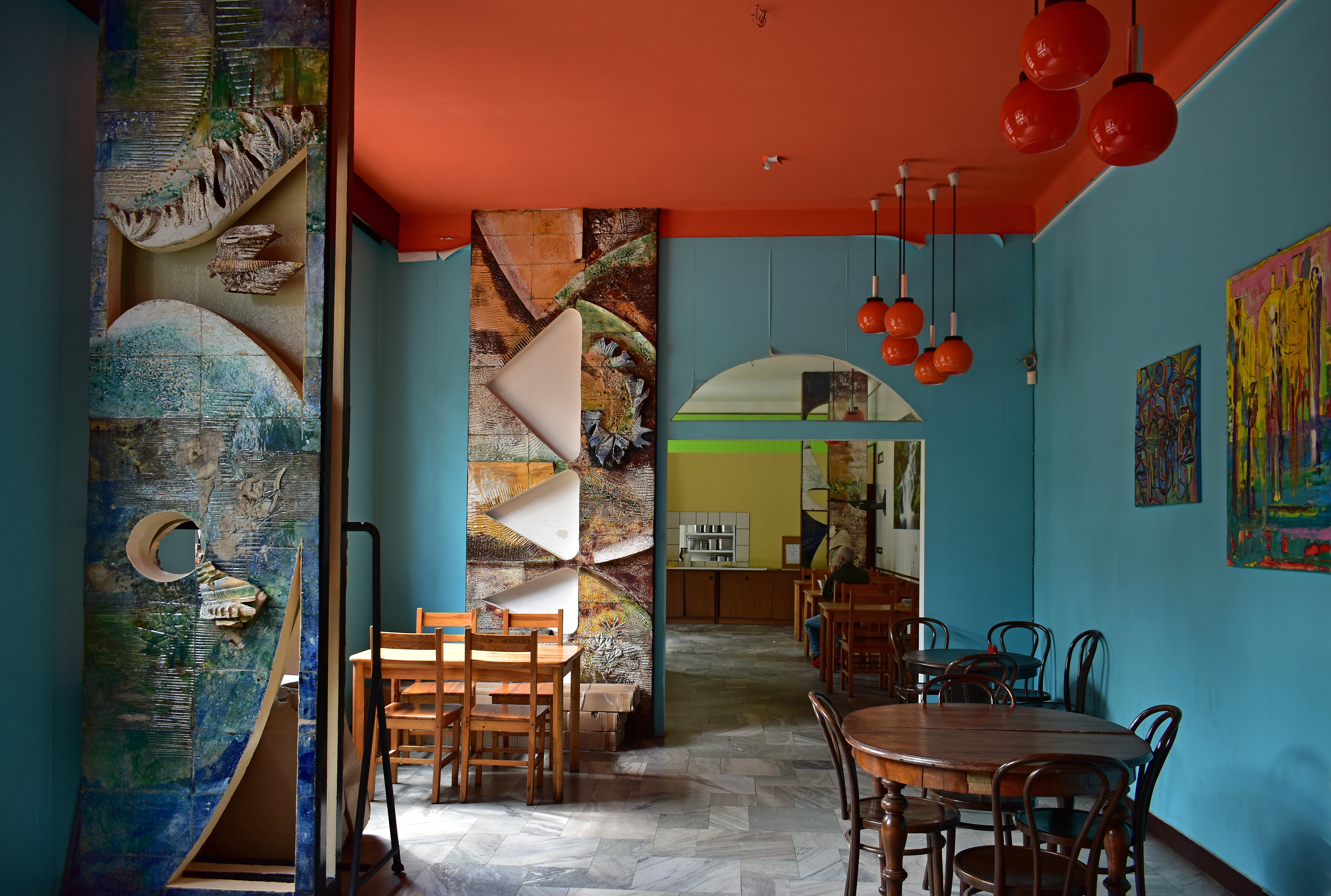
Dawna kawiarnia „Mozaika” Nowa Huta os. Szkolne 35
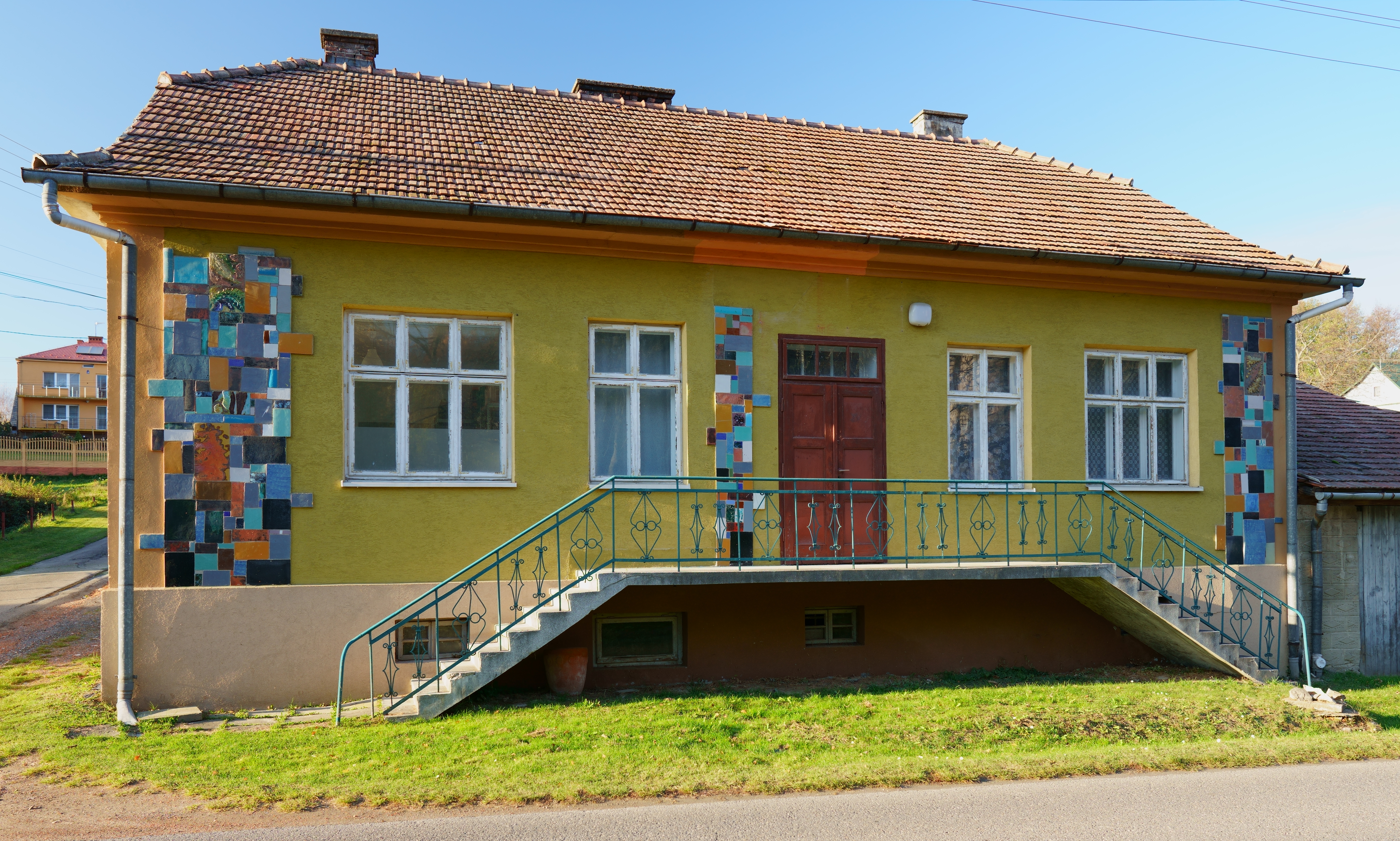
Dom prywatny Łysa Góra
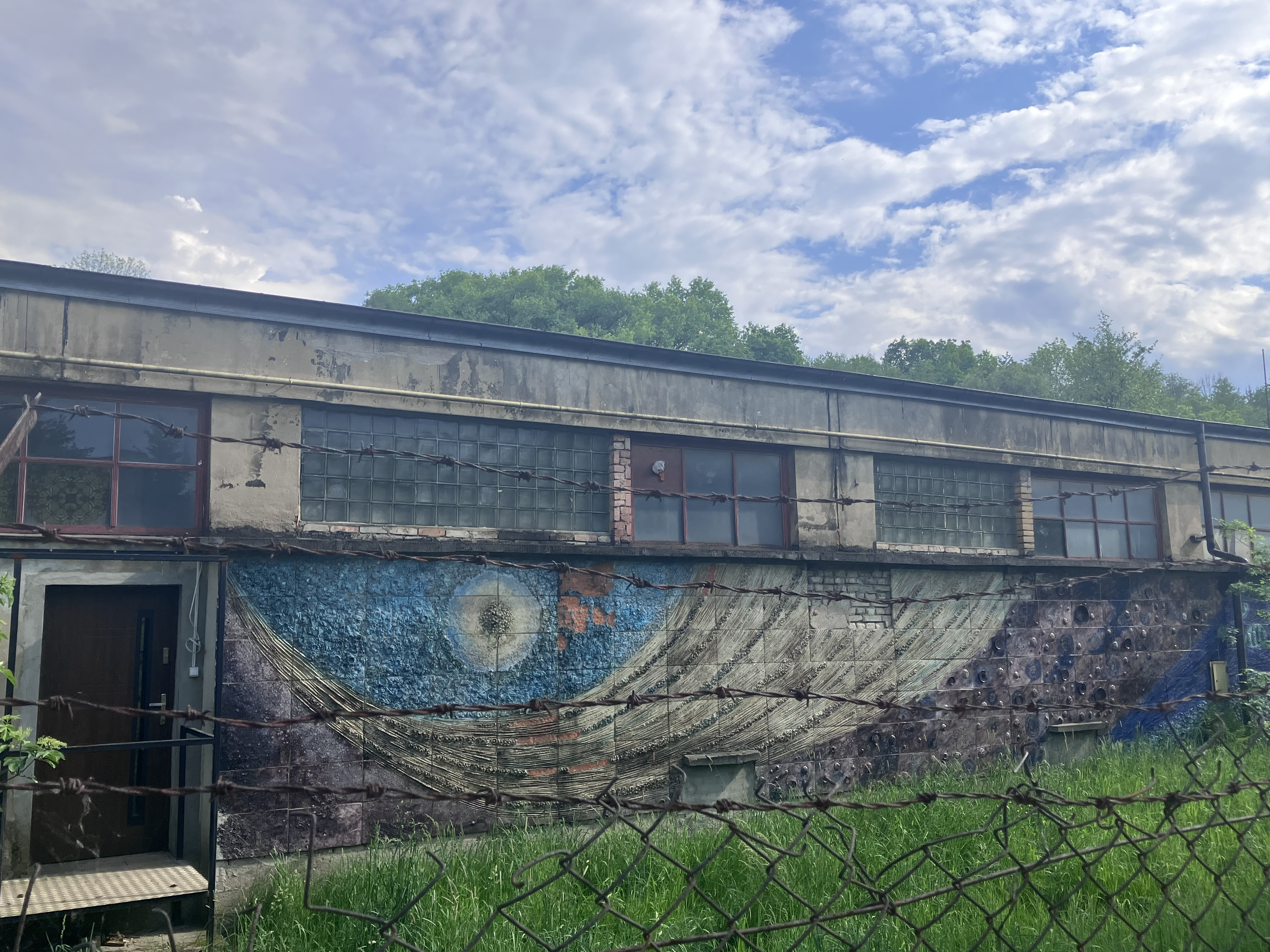
Ceramika na elewacji budynku dawnego zakładu Spółdzielni Łysa Góra
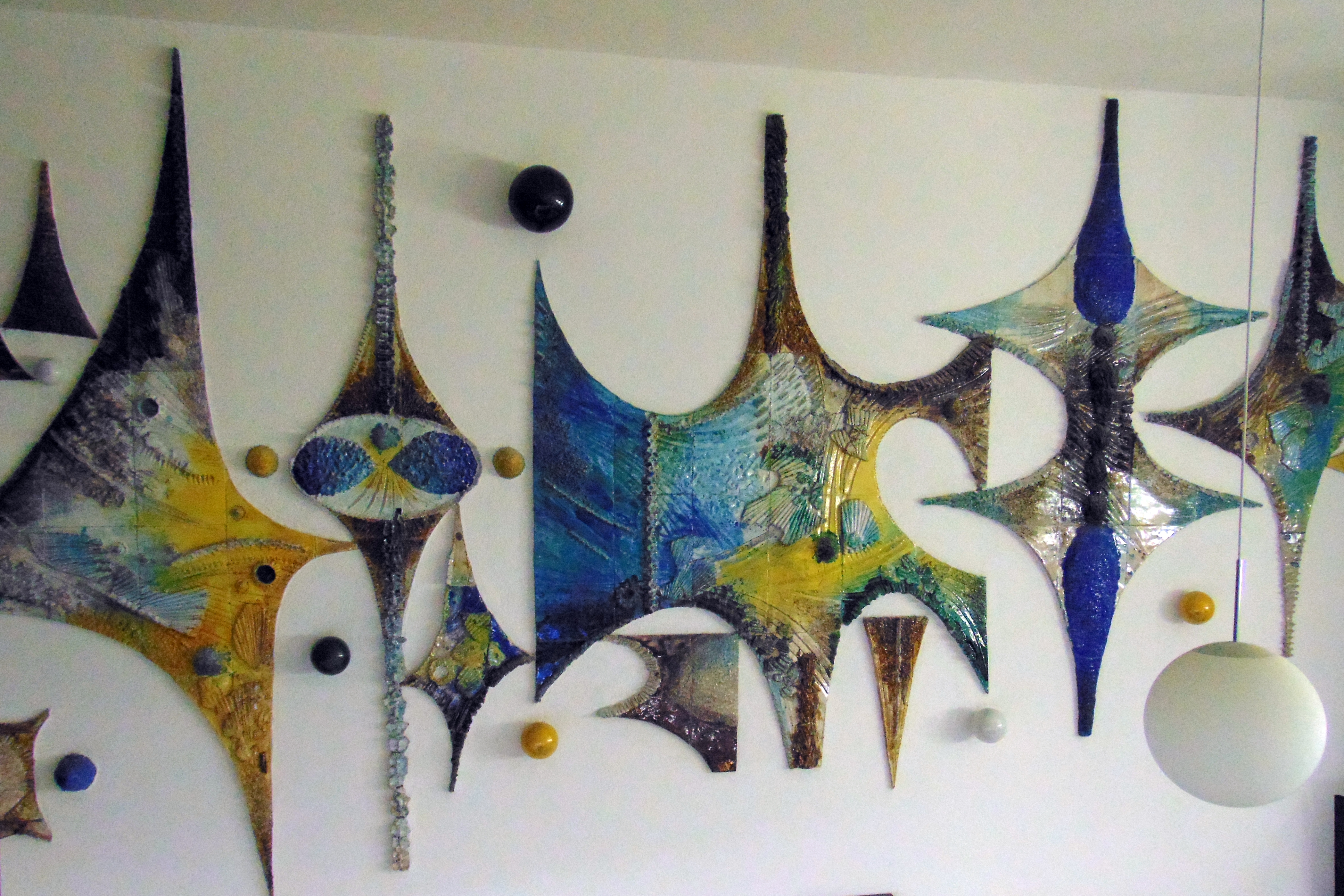
Kino „Biała” Grybów
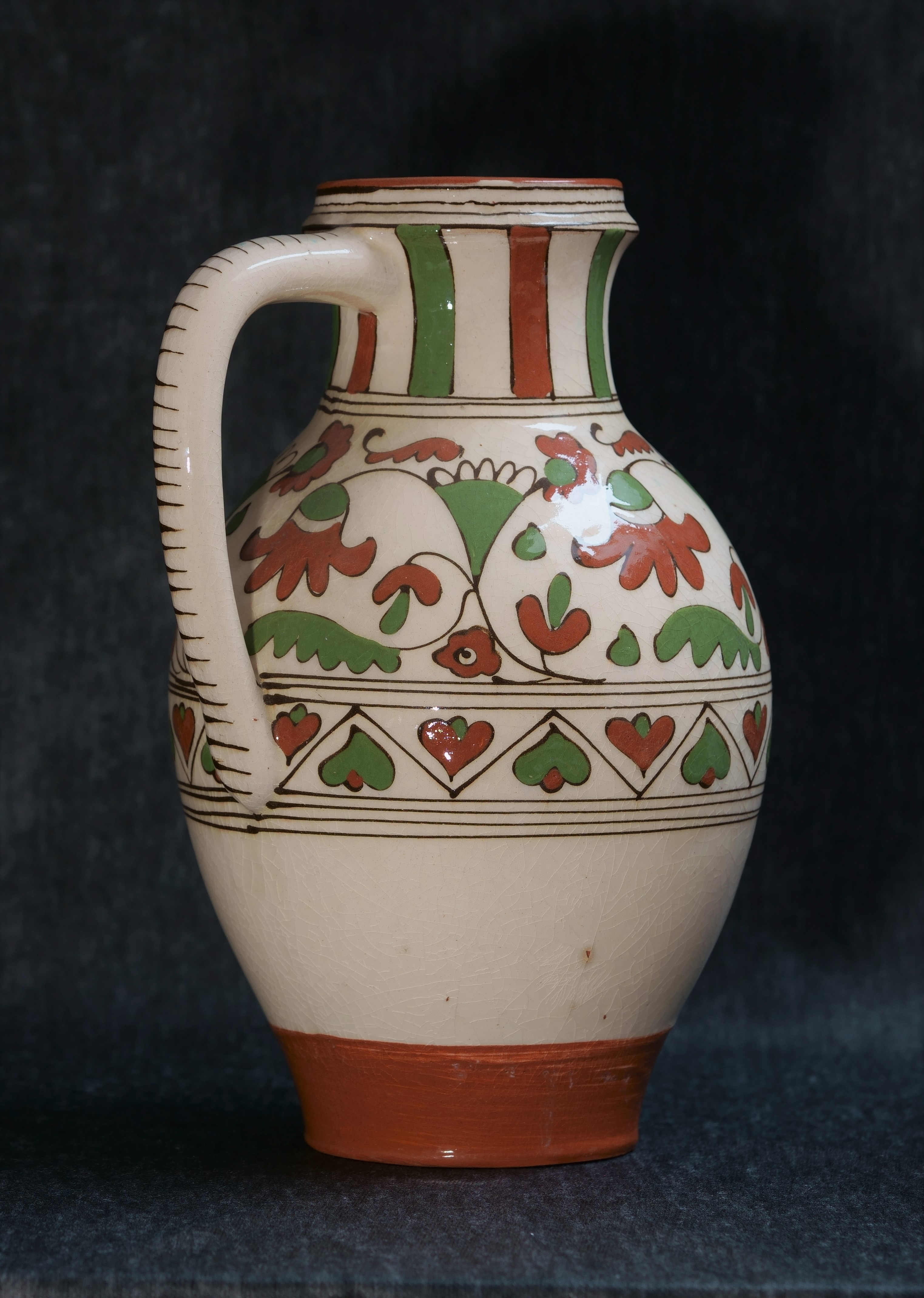
Dzban
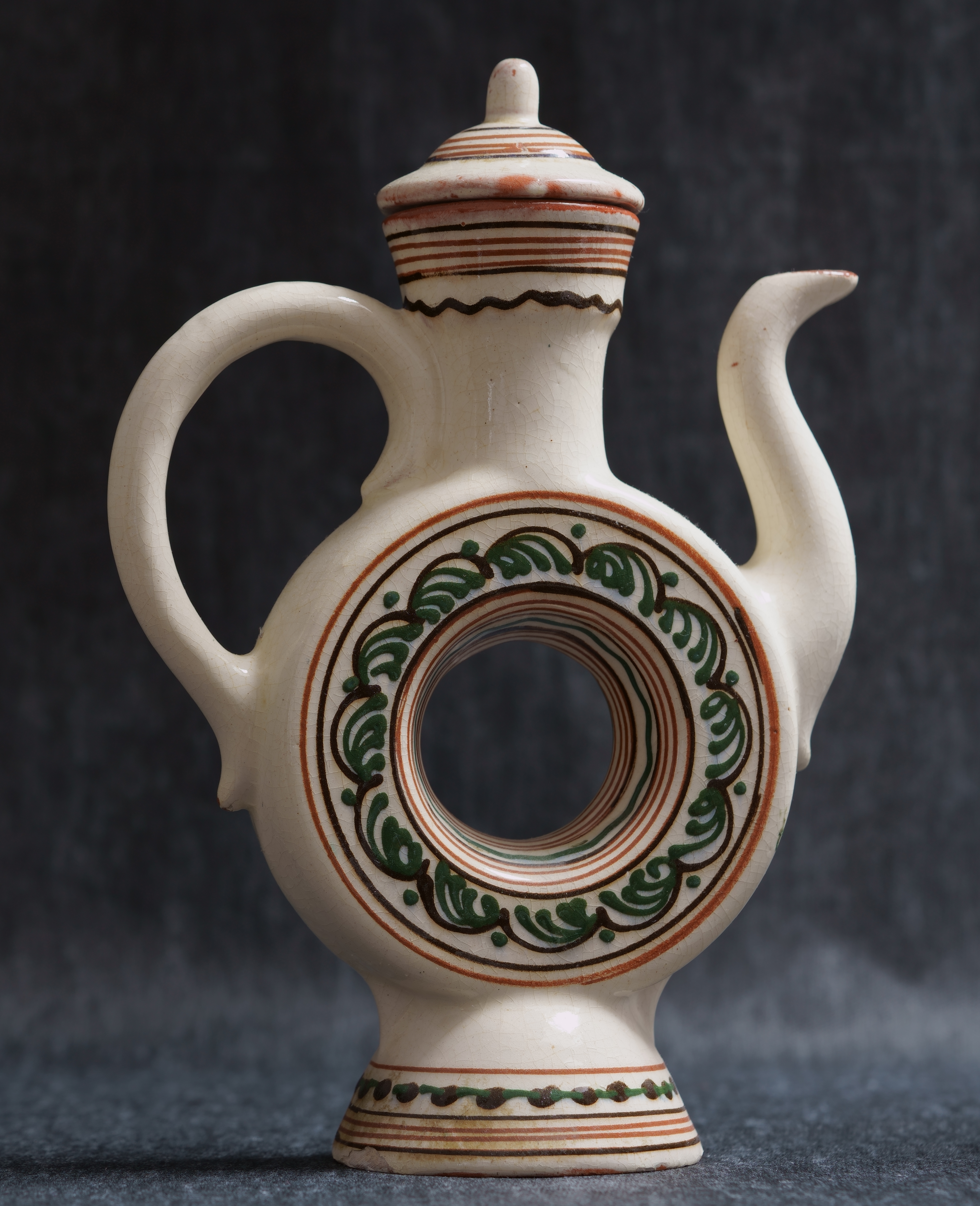
Miodownik
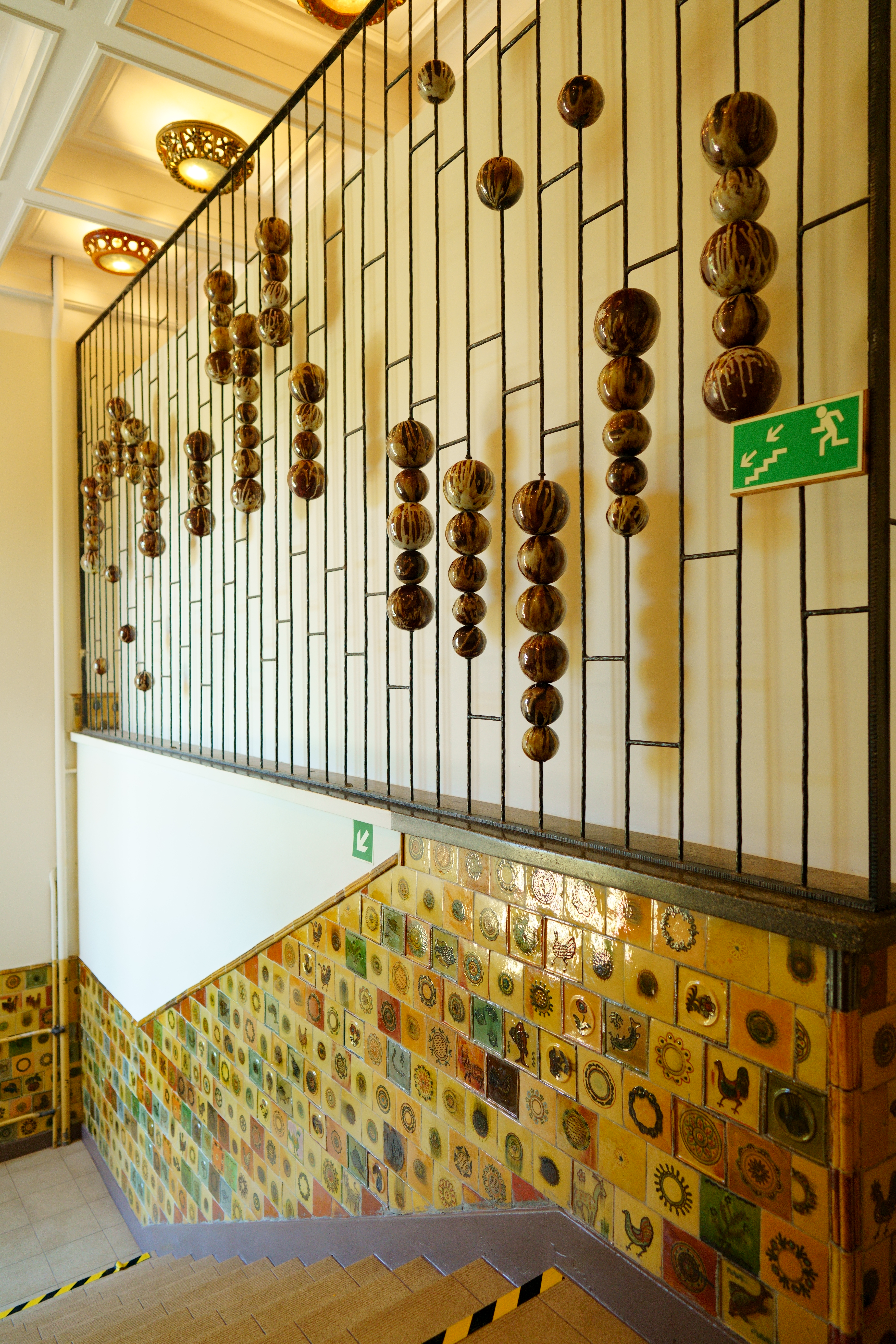
Dawne Technikum Ceramiczne, wnętrze Łysa Góra
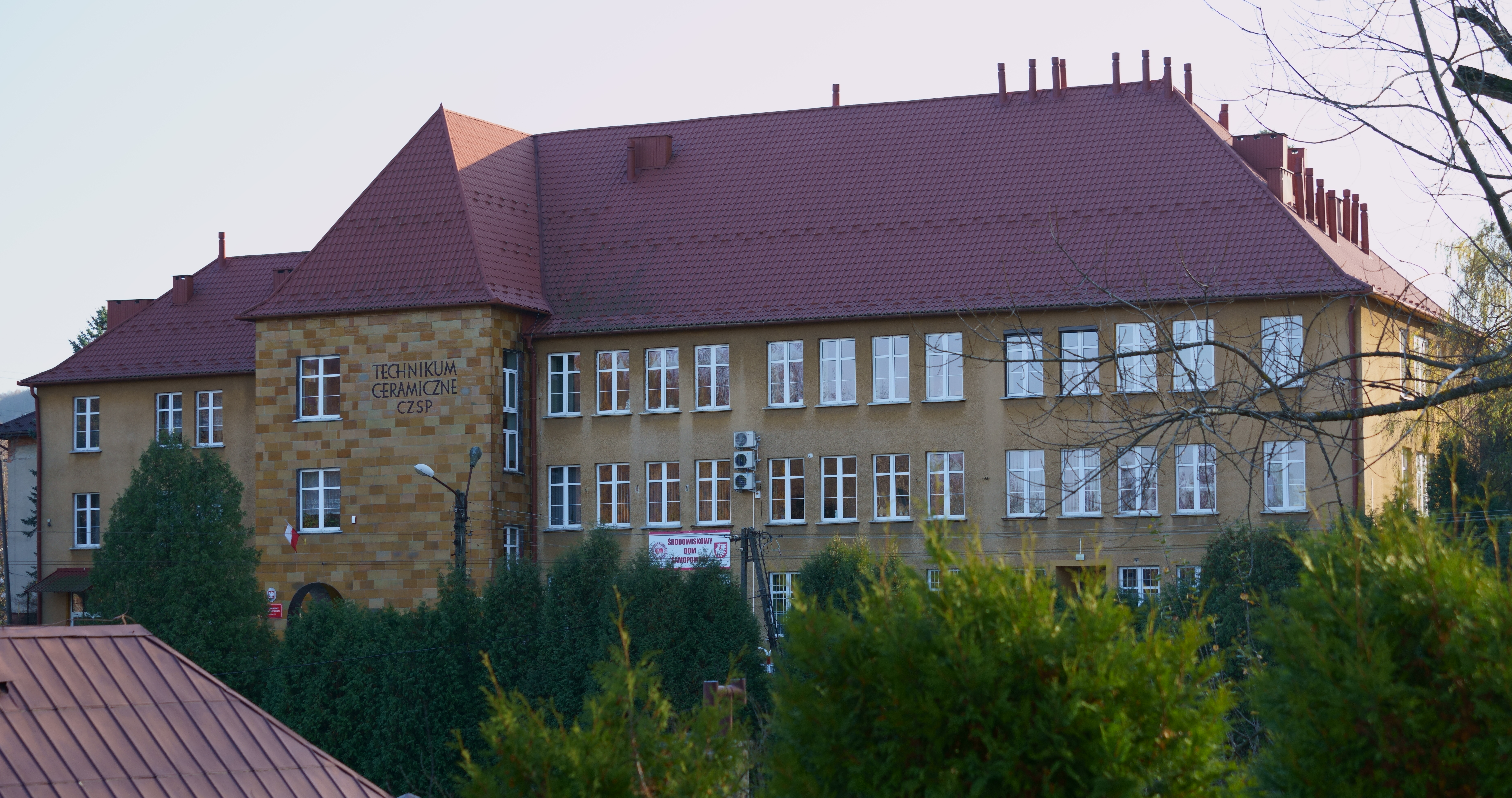
Budynek dawnego Technikum Ceramicznego